# Marktstraat (Harelbeke)
De Marktstraat is een straat in Harelbeke, die deel uitmaakt van de N43.
De Marktstraat is een van de oudste straten in Harelbeke. Het is ook een drukke verkeersader. Er zijn bewaarde 18de- en 19de-eeuwse herenhuizen in classicistische stijl. Het stadhuis is aan de Marktstraat gevestigd. Vroeger werd de markt ooit aan deze straat aan de hoek van de Leiestraat gehouden.

## Beschermde monumenten
| Object                         | Locatie            | Bouwjaar                                                         | Architect     | Monument         | Afbeelding |
| ------------------------------ | ------------------ | ---------------------------------------------------------------- | ------------- | ---------------- | ---------- |
| Vlasfabriek                    | Marktstraat 33, 37 | 19e eeuw                                                         |               | sinds 06-07-1976 |            |
| Geboortehuis Peter Benoit      | Marktstraat 57     | 19e eeuw                                                         |               | sinds 19-04-1937 |            |
| Klooster zusters Augustinessen | Marktstraat 86     | 17e eeuw, 18e eeuw, tweede kwart 19de eeuw, voor WO1 (1900-1913) | Jules Carette | sinds 19-02-2014 |            |
| Museum voor Pijp en Tabak      | Marktstraat 98-100 | derde kwart 18e eeuw                                             |               | sinds 13-05-1976 |            |

## Trivia
In 1943 beslist het schepencollege om de straatnaam, ter herdenking van Peter Benoit, aan te passen naar de "Peter Benoitlaan". Door de aard van de oorlog werd deze verandering nooit doorgevoerd